# Misumenops xiushanensis
Misumenops xiushanensis là một loài nhện trong họ Thomisidae.
Loài này thuộc chi Misumenops. Misumenops xiushanensis được Da-xiang Song & Jian-yuan Chai miêu tả năm 1990.